# 東ドイツ緑の党

東ドイツ緑の党のロゴ

ドイツ民主共和国の緑の党（東ドイツ緑の党、ドイツ語: Grüne Partei in der DDR ）は、ドイツ民主共和国（東ドイツ）に存在した環境政党。ドイツ再統一後、ドイツ連邦共和国（旧西ドイツ）の緑の党に合流した。

## 結成
東ドイツ緑の党は、まだ東ドイツがエーリッヒ・ホーネッカー率いるドイツ社会主義統一党（共産党）の全体主義・権威主義的な共産主義政権下にあった1988年に「緑・環境ネットワーク」（ドイツ語: Grün-Ökologische Netzwerk ）として形成が始まった。1989年4月、ネットワークは社会主義統一党が主導する国民戦線だけでなく緑派の者の立候補を許容するように要求した。国民戦線の枠外で立候補を要求したのは、東ドイツの歴史で初めてのことであった。しかし環境運動内部の問題で政党化は遅れ、東欧革命や東ドイツ民主化、そしてベルリンの壁崩壊と政治情勢が急速に展開するなか、東ドイツ緑の党は新たに登場した市民団体や新政党に遅れをとることとなった。党が結成されたのはベルリンの壁崩壊後の1989年11月24日で、翌1990年2月9日に行われた第1回大会で正式に設立された。

## 党の活動と人民議会選挙
東ドイツ緑の党は1990年2月から4月にかけて、ハンス・モドロウ内閣にマティアス・プラツェック（のちに社会民主党へ移籍してブランデンブルク州首相）を無任所相として送り込み、東ドイツ最初で最後の自由選挙となった3月18日の人民議会選挙では独立婦人同盟（Unabhängiger Frauenverband, UFV）との統一名簿で8名を当選させた。選挙後は民主化を求めたリベラルな草の根運動市民団体をルーツとする同盟90と統一会派を組み、共同歩調をとるようになった。

## 「統一」選挙、西側の党と合流
そして1990年10月のドイツ再統一後の12月2日に行われた連邦議会選挙では同盟90と統一名簿を組み、旧東ドイツから8名（うち緑の党は2名）を当選させた。翌12月3日に東西の緑の党は合流した。なお、この選挙で旧西ドイツの緑の党は5％阻止条項に阻まれて議席を獲得できなかったため、旧東ドイツから当選した2名だけが連邦議会における貴重な緑の党の議員となった。この状況は1994年の連邦議会選挙で同盟90と合流した後の「同盟90/緑の党」が49議席を獲得するまで続いた。

## 選挙における党勢推移

### 1990年ドイツ民主共和国人民議会選挙
| 選挙                   | 年月日        | 得票（政党票） | 得票（政党票） | 議席数 |
| 選挙                   | 年月日        | 得票数         | ％             | 議席数 |
| ---------------------- | ------------- | -------------- | -------------- | ------ |
| 1990年選挙（東ドイツ） | 1990年3月18日 | 226,932        | 2.0            | 8      |

### ドイツ連邦共和国連邦議会議員選挙
| 選挙                     | 年月日        | 得票（政党票） | 得票（政党票） | 議席数 | 選挙区 |
| 選挙                     | 年月日        | 得票数         | ％             | 議席数 | 選挙区 |
| ------------------------ | ------------- | -------------- | -------------- | ------ | ------ |
| 1990年選挙（統一ドイツ） | 1990年12月2日 | 559,207        | 1.2            | 8      | 0      |